# میروسلاف کونیچک
میروسلاف کونیچک (چکی: Miroslav Koníček; ۱۸ آوریل ۱۹۳۶) قایقران روئینگ اهل چکسلواکی بود.
وی در مسابقات کشوری و بین‌المللی در مجموع برندهٔ ۱ مدال نقره، ۳ مدال برنز شده‌است.